# Фиргово
Фи́ргово (болг. Фъргово) — село в Благоєвградській області Болгарії. Входить до складу общини Сатовча.

## Населення
За даними перепису населення 2011 року у селі проживали 416 осіб, з них 262 особи (98,9%) — болгари.
Розподіл населення за віком у 2011 році:
Динаміка населення: